# 仙洞 (台灣)
仙洞是位於臺灣基隆市中山區的地名，位處該區東部，起名於該地的名勝仙洞巖。

## 歷史

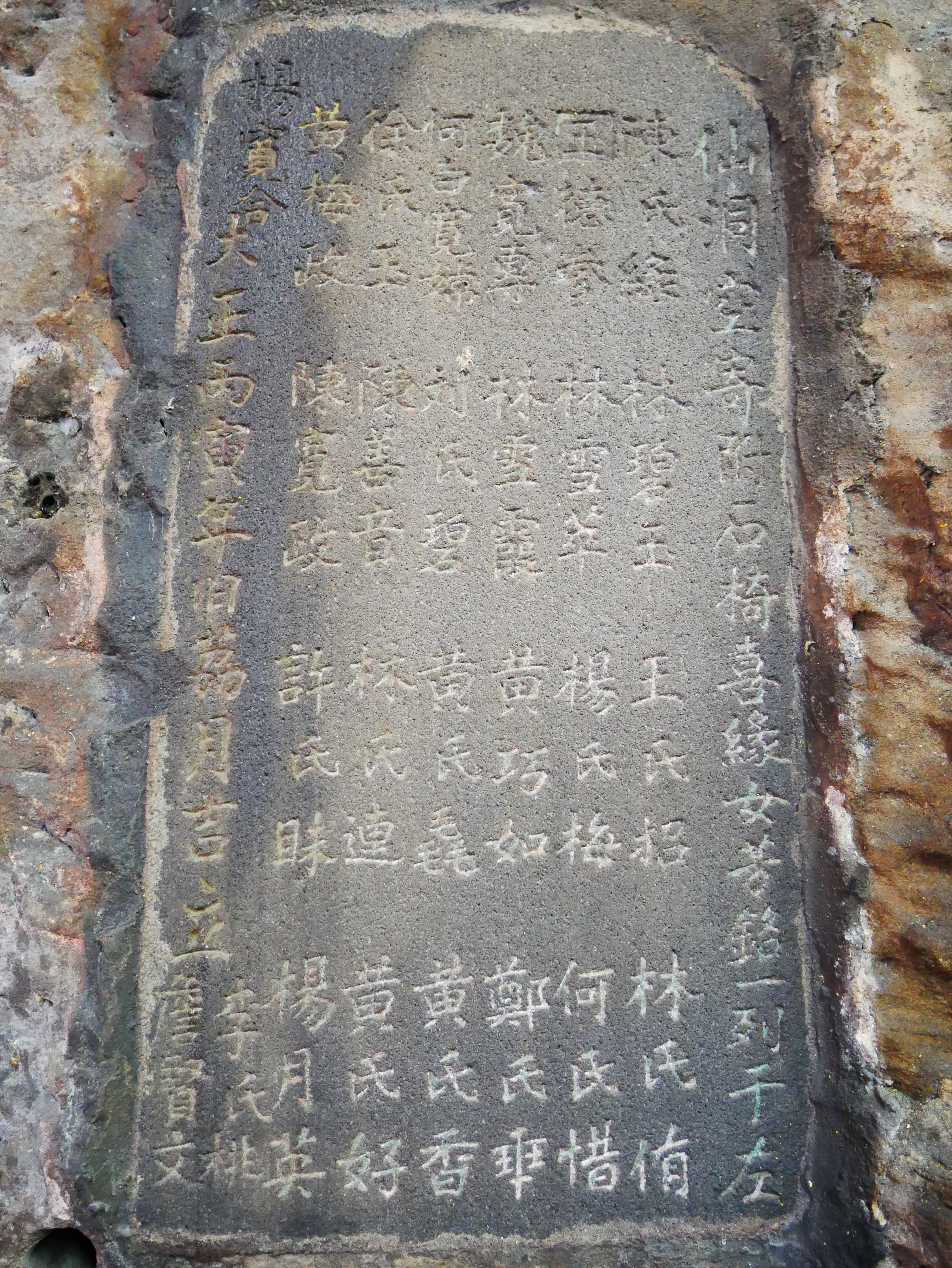
〈仙洞空寄付石椅喜緣女芳銘碑記〉，大正丙寅年（1926年）旧荔月吉立

台灣清治末期，仙洞地區為一街庄，稱為「仙洞庄」，隸屬於基隆堡。該庄北、東、南三面臨海及基隆港區，西邊為牛稠港庄、外木山庄。
1901年（日治明治三十四年）11月，該庄隸屬於基隆廳，編入第一區。1905年（明治三十八年）7月，第一區、第二區合併為「基隆區」。1920年（大正九年），該庄改制為「仙洞」大字，隸屬於臺北州基隆郡基隆街。1924年10月，基隆街升格為州轄基隆市。1931年基隆市實施「町名改正」，大字改制並拆分為多個町。
戰後基隆市改制為省轄市，本地區編入第五區，町改制為里。1946年，第五區改稱中山區，本地區仍屬之。因人口增加，本地區已細分為多個里。

## 交通
省道台2己線又稱「基隆港西岸聯外道路」，其東側端點（基隆港端）位於仙洞地區境內，由此往西轉西南可前往大武崙直接連結國道3號以前往台灣西部各地，亦可於該處轉省道台2線本線以便向北前往金山、淡水等地，或向南前往基隆市區、貢寮、頭城、蘇澳等地。

## 文化資產
- 仙洞巖（文化景觀）

## 廟宇
- 基隆聖安宮（媽祖廟）